# Fédération marocaine de plasturgie
 (mars 2015).
Si vous disposez d'ouvrages ou d'articles de référence ou si vous connaissez des sites web de qualité traitant du thème abordé ici, merci de compléter l'article en donnant les références utiles à sa vérifiabilité et en les liant à la section « Notes et références ».
La Fédération Marocaine de Plasturgie (FMP), anciennement, Association marocaine de plasturgie (en arabe : الفيدرالية المغربية للبلاستيك) (ou FMP), est une fédération constituée de neuf associations de professionnels pour un total de plusieurs centaines d'entreprises marocaines. C’est une corporation professionnelle nationale à but non lucratif.

## Historique[1]
Créée en 2010, la fédération marocaine de plasturgie résulte de l'évolution dans le temps des associations professionnelles du secteur, l'Association des transformateurs de matières plastiques (ATMP) qui a succédé pendant dix ans à l'Association marocaine de la plasturgie (AMP), laquelle a existé pendant plus de deux décennies.

## Composantes[5]
Il y a neuf associations membres de la fédération :
- Association marocaine des producteurs de sacs, sachets et films en plastique.
- Association marocaine des producteurs d’emballage tissé en polypropylène.
- Association marocaine des fournisseurs de la plasturgie (matières premières, machines & services).
- Association marocaine des producteurs d’emballages industriels en plastique « AMPEP ».
- Association marocaine des fabricants de  produits plastiques pour le bâtiment et les travaux.
- Association marocaine des industriels de la plasticulture.
- Association marocaine des industriels du recyclage et de la valorisation des déchets plastiques.
- Association marocaine des fabricants de pièces techniques en plastique.
- Association marocaine des fabricants de produits finis plastiques de grande consommation.

## Manifestations
La Fédération marocaine de plasturgie organise quatre manifestations internationales : 
- PlastExpo[8] ;
- Plastpack[9] ;
- Plas-made in Morocco[10] ;
- Forum-Exposition International de la plasturgie au Maroc[11].